# Tadeusz Burakowski
Tadeusz Piotr Burakowski (ur. 1 sierpnia 1934 w Warszawie, zm. 19 września 2016) – polski naukowiec zajmujący się inżynierią powierzchni.
W 1973 r. uzyskał stopień doktora nauk technicznych na Wydziale Elektrycznym Politechniki Warszawskiej. W 1977 r. uzyskał stopień doktora habilitowanego nauk technicznych na tym samym wydziale. Tytuł profesora nadzwyczajnego nauk technicznych otrzymał 14 lutego 1985.
W 1991 r. założył Międzysekcyjny Zespół Inżynierii Powierzchni Komitetu Budowy Maszyn PAN, którego jest przewodniczącym.
Był również członkiem Rad Programowych czasopism Polskiej Akademii Nauk:
- Postępy Technologii Maszyn i Urządzeń;
- Archiwum Nauki o Materiałach;
- Tribologia.

Przez 30 lat był redaktorem działowym w Inżynierii Powierzchni.
Był członkiem Akademii Inżynierskiej w Polsce.
Opublikował ok. 170 autorskich pozycji książkowych.

## Publikacje
- Inżynieria powierzchni metali : podstawy, urządzenia, technologie, Wydawnictwa Naukowo-Techniczne, Warszawa 1995, ISBN 83-204-1812-7
- Rozważania o synergizmie w inżynierii powierzchniowej, Wydaw. Politechniki Radomskiej, Radom 2004, ISBN 83-7351-004-4
- Areologia. Powstanie i rozwój, Instytut Technologii Eksploatacji, Radom 2007, ISBN 978-83-7204-616-1